# Licuala fatua
Licuala fatua är en enhjärtbladig växtart som beskrevs av Odoardo Beccari. Licuala fatua ingår i släktet Licuala och familjen Arecaceae. Inga underarter finns listade i Catalogue of Life.